# Картер, Крис (политик)
Кристофер Джозеф Картер (англ. Christopher Joseph Carter, родился в 1952 году) — новозеландский политик, член Лейбористской партии, член парламента Новой Зеландии с 1993 по 1996 года и с 1999 года по настоящее время (2009 год), с 1999 по 2008 год министр просвещения, министр по надзору за образованием и министр по делам этнических меньшинств в правительстве Элизабет Кларк, открытый гей, живёт более 30 лет со свои партнёром (с 2004 года — супругом) Питером Кайзером.